# Pont San Francesco
Le pont San Francesco est un pont médiéval en arc sur l'Aniene à Subiaco, en Italie. Construit en 1358, sa travée unique mesure 37 mètres.
|                          |
| Prise de vue sous l'arc. |

|                                     |
| Prise de vue depuis le cours d'eau. |

|                 |
| Vue de la tour. |